# Prince
Prince Rogers Nelson (ur. 7 czerwca 1958 w Minneapolis, zm. 21 kwietnia 2016 w Chanhassen) – amerykański muzyk, piosenkarz, kompozytor i autor tekstów, przedstawiciel wielu stylów, w tym R&B, funk, jazz, soul, rock, disco i pop.
Należał do najbardziej nowatorskich i ekscentrycznych postaci na amerykańskiej scenie popowej i rockowej. Nazywany „Księciem Popu”, wpłynął znacząco na rozwój muzyki rozrywkowej i był jedną z głównych postaci sceny muzycznej, zwłaszcza w latach 90. XX wieku. Był postrzegany jako jedna z najbardziej kontrowersyjnych postaci sceny muzycznej. Jego zachowanie na scenie i ubiór początkowo były uważane za obsceniczne. Uznawany przez prasę także za symbol seksu i artystę, który ukształtował swoją karierę, często walcząc z przyjętymi praktykami muzycznymi. Był uważany za wirtuoza gitary elektrycznej, grał także na instrumentach klawiszowych i perkusyjnych.
Od swojego debiutu w 1978 wydał ponad 40 albumów, które szacunkowo rozeszły się w ponad 100 mln egzemplarzy na świecie. Za sprzedaż albumów w USA otrzymał jedną diamentową płytę, jedną poczwórnie platynową, sześć podwójnie platynowych, siedem platynowych i osiem złotych. Do jego największych przebojów należą: „Little Red Corvette”, „When Doves Cry”, „Let’s Go Crazy”, „Purple Rain”, „Raspberry Beret”, „Kiss”, „U Got the Look”, „Batdance”, „Cream” i „The Most Beautiful Girl in the World”.
Poza działalnością solową współpracował z innymi artystami. Występował na scenie m.in. z Eryką Badu, Alicią Keys czy Stevie’em Wonderem. Był producentem albumu Like a Prayer (1989) Madonny i współpracował przy tworzeniu płyty Kate Bush pt. The Red Shoes (1993). W swoich repertuarach utwory autorstwa Prince’a mieli m.in. Tom Jones i Sinéad O’Connor („Nothing Compares 2 U”).
Zdobył siedem nagród Grammy, Oscara i Złotego Globa, a w 2004 został włączony do Galerii Sław Rock&Rolla. Zajmował się także produkcją muzyczną i aranżacją swoich utworów.

## Rodzina i edukacja
Urodził się w Minneapolis, w stanie Minnesota, w rodzinie z Luizjany. Był synem Mattie Shaw, piosenkarki jazzowej i pracownicy opieki społecznej, oraz Johna L. Nelsona (zm. w sierpniu 2001), tekściarza i pianisty, lidera zespołu jazzowego The Prince Rogers Trio. Jego matka była Amerykanką włoskiego pochodzenia, a ojciec był czarnoskóry. Miał siostrę, Tikę Evene (1960-2024) oraz przyrodnie rodzeństwo: brata, Duana Nelsona, i siostrę, Sharon. Ojciec nadużywał wobec niego i jego matki przemocy fizycznej, co Prince potwierdził m.in. w swoim filmie dokumentalnym Purpurowy deszcz i piosence „Papa”. Rodzice Prince’a rozwiedli się w 1968, a jego matka jeszcze w tym samym roku wyszła za Haywarda Bakera – Prince wówczas przyjął nazwisko ojczyma. Napięte relacje z Bakerem doprowadziły do przeprowadzki wówczas 12-letniego Prince’a do ojca. Nastolatek później pomieszkiwał u swojej ciotki, Olivii Nelson, a następnie wprowadził się do szkolnego przyjaciela, Andrégo Andersona.
We wczesnym dzieciństwie miewał ataki epilepsji. Miał zdiagnozowane niestabilność psychiczną i rozdwojenie jaźni. Uczęszczał do Kościoła Adwentystów Dnia Siódmego. Uczył się w gimnazjum Bryanta i liceum Centrum High. W tym okresie był prześladowany przez rówieśników ze względu na swoją nieśmiałość, charakterystyczny sposób ubierania się i oryginalne imię. Doświadczył też rasizmu, któremu przeciwstawiał się w dorosłym życiu.

## Kariera

### Początki
Zafascynowany jednym z koncertów ojca, na który wybrał się z matką, gdy miał sześć lat, postanowił związać życie z muzyką. Kiedy miał siedem lat, skomponował swój pierwszy utwór – „Funkmachine”. Samodzielnie opanował grę na fortepianie, gitarze i perkusji. Ojciec miał duży wpływ na przyszłą twórczość Prince’a, który w swoich piosenkach wykorzystywał używane przez niego sekwencje akordów, a w kilku utworach Amerykańskie Stowarzyszenie Kompozytorów, Autorów i Wydawców uznaje go za ich współautora.
Kiedy miał 14 lat, wraz z André Andersonem i Charlesem Smithem założył zespół Grand Central, który później nosił nazwy Grand Central Corporation i Champagne. Z formacją wziął udział w sesji nagraniowej w studiu Moonsound Chrisa Moona, który wkrótce zaproponował Prince’owi solową współpracę, obejmującą skomponowanie melodii do jego tekstów. W 1976, nagrawszy pierwsze muzyczne demo, odrzucił ofertę przeniesienie na nowojorską wytwórnię Tiffany Entertainment praw do jego pierwszych autorskich piosenek – „Baby”, „Soft & Wet”, „Love Is Forever” i „Aces”.
Po powrocie do Minneapolis nawiązał współpracę z Owenem Husneyem z The Ad Company, który wkrótce powołał do życia firmę American Artists Inc, zajmującą się opieką artystyczną nad Prince’em. W grudniu 1976 rozpoczął nagrania kolejnego, solowego demo w studiu Sound 80. Do 1978 pracował jako muzyk sesyjny z zespołem 94 East, ale nie był jego oficjalnym członkiem.

### Lata 1977–1979
Był namawiany do współpracy z wytwórnią A&M Records, ale ostatecznie w czerwcu 1977 podpisał kontrakt z Warner Bros.. W następnym miesiącu zagrał swój pierwszy płatny koncert – w ośrodku kultury Phillis Wheatley w Minneapolis. Latem rozpoczął nagrania debiutanckiej płyty w studiu Sound 80 w Minneapolis i Record Plant w Sausalito, które ukończył w styczniu 1978. 7 kwietnia 1978 wydał album pt. For You, na który sam skomponował, zaaranżował i wyprodukował właściwie cały materiał, mimo że do nagrania użyto 23 instrumentów. 7 czerwca 1978, w dnou swoich 20. urodzin, wydał pierwszy singiel z płyty – „Soft & Wet”, który dotarł do 98. miejsca na liście Billboard Hot 100 i do 12. miejsca na Hot R&B/Hip-Hop Songs oraz został po latach wykorzystany w scenie dreszczowca M. Nighta Shyamalana Niezniszczalny (2000) z Robin Wright i Bruce’em Willisem. Singiel promował podczas trasy promocyjnej, w której ramach pojawiał się w sklepach płytowych w całym kraju, by rozdać autografy. Sam album dotarł do 21. miejsca billoardowej listy Top R&B/Hip-Hop Albums. W ramach promocji albumu Prince odbył krótką trasę promocyjną po Karolinie Północnej.
Latem 1978 skompletował swój zespół koncertowy, z którym zadebiutował na scenie 5 stycznia 1979 w Capri Theater w Minneapolis. W tym okresie nowym menedżerem Prince’a został Steve Fargnoli. Od kwietnia do maja pracował w studiu Alpha Studio w Los Angeles nad materiałem na swój drugi album. Album, zatytułowany po prostu Prince, wydał 19 października 1979 i dotarł z nim do trzeciego miejsca listy Top R&B/Hip-Hop Albums. Za sprzedaż wydawnictwa uzyskał status platynowej płyty. Album promował dwoma singlami: „I Wanna Be Your Lover” i „Why You Wanna Treat Me So Bad?”, które stały się przebojami i były wysoko plasowane na listach przebojów. Jednocześnie pracował nad pobocznym projektem – rockowym zespołem The Rebels, jednak szybko zawiesił pracę ze względu na niezadowolenie z jakości nagranych dziewięciu piosenek. Wkrótce po wydaniu płyty Prince wyruszył w trasę koncertową, m.in. lutym 1980 występował jako support przed koncertami Ricka Jamesa w ramach jego trasy pt. „Fire It Up”.

### Lata 1980–1984
Między majem a czerwcem 1980 w swoim domowym studiu przy 680 North Arm Drive w Orono nagrał materiał na swój kolejny album – Dirty Mind, który wydał w październiku i na którym umieścił kompozycje łączącę muzykę kreatywneą z rock and rollem, punkiem i ostrzejszymi rockowymi partiami gitarowymi, a w tekstach poruszył tematy kontrowersyjne, np. seks oralny („Head”) czy kazirodczy romans między rodzeństwem („Sister”). W ramach promocji płyty wyruszył w trasę koncertową, podczas której tworzył zmysłowy show, dzięki czemu stał się symbolem seksu, ale także – dla bardziej konserwatywnej publiczności – celem ataków. Ze względu na słabe zainteresowanie koncertami i płytą trasa została zawieszona, jednakże wkrótce ją wznowiono na skutek przychylnych recenzji prasowych. W lutym 1981 po raz pierwszy gościł w programie Saturday Night Live, w którym zaśpiewał utwór „Partyup”. Wiosną tego samego roku rozpoczął pracę nad swoim kolejnym albumem i zagrał pierwsze koncerty w Europie – w Amsterdamie, Londynie i Paryżu. 14 października 1981 wydał album pt. Controversy, z którego pochodził jego pierwszy światowy przebój o tym samym tytule. Po premierze płyty wyruszył w trasę koncertową, którą poprzedził występami jako support The Rolling Stones na kilku koncertach zespołu w Los Angeles. Występy nie zdobyły przychylności publiczności – na pierwszy z nich założył kobiecy strój, za co został obrzucony śmieciami i zmuszony do zejścia ze sceny. W trakcie trasy kręcił film dokumentalny The Second Coming, w którym chciał uwiecznić fragmenty koncertów, ale ostatecznie zawiesił projekt.
Od marca do sierpnia 1982 pracował nad materiałem na album pt. 1999, który nagrał w domowym studiu przy 9401 Kiowa Trail w Chanhassen i wydał 27 października 1982. Dwupłytowe wydawnictwo promował m.in. piosenkami „1999” i „Little Red Corvette”, z którą dotarł do siódmego miejsca listy przebojów Billboard Hot 100. Sam album osiągnął sukces komercyjny, docierając do czołówki listy bestsellerów w USA, gdzie uzyskał status poczwórnie platynowej płyty za osiągnięcie sprzedaż w nakładzie przekraczającym 3 mln egzemplarzy. Prince promował album także podczas trasy koncertowej, podczas której supportowały go zespoły The Time i Vanity 6. 3 sierpnia 1983 wystąpił z zespołem na imprezie dobroczynnej dla Minneapolis Dance Theater Company, podczas której zebrano 23 tys. dol.. W listopadzie tego samego roli rozpoczął zdjęcia do filmu Albert Magnolego Purpurowy deszcz (Purple Rain, 1984) inspirowanego jego życiorysem, w którym zagrał główną rolę utalentowanego i wyobcowanego młodego muzyka Kida rozpoczynającego estradową karierę w klubie muzycznym z formacją The Revolution. Film w zaledwie trzy dni po premierze przyniósł twórcom 7,3 mln dol. wpływów, a ostatecznie zarobił na siebie 70 mln dol. Prince za rolę w filmie otrzymał nagrodę NAACP Image Awards dla wybitnego aktora pierwszoplanowego w filmie fabularnym. Miesiąc przed premierą filmu wydał ścieżkę dźwiękową pt. Purple Rain, który okazał się sukcesem sprzedażowym, rozchodząc się w ponad 13 mln sztuk w USA i przez 24 tygodnie pozostając na szczycie listy bestsellerów Billboard 200. Purple Rain przez wielu krytyków był drugim najlepszym longplayem lat 80., tuż za płytą Thriller Michaela Jacksona. Prince za Purple Rain otrzymał Oscara za najlepszą muzykę filmową oraz American Music Award za najpopularniejszy album popowy i najpopularniejszy „czarny” album, a drugą z nagród uzyskał także za najpopularniejszy singiel („When Doves Cry”). Był także nominowany do Złotego Globu za najlepszą piosenkę („When Doves Cry”), ale też do Złotej Maliny za najgorszą piosenkę („Sex Shooter”). Wielką popularnością cieszył się także tytułowy singiel z płyty. Prince dzięki albumowi dołączył do grona największych gwiazd amerykańskiej muzyki rozrywkowej i stał się jedną z ikon lat 80. Stał się także pierwszym artystą od czasu grupy The Beatles, który w jednym roku dotarł do pierwszego miejsca listy sprzedaży płyt, singli i filmów. W ramach promocji albumu Purple Rain odbył ogólnokrajową trasę koncertową, która obejmowała 98 występów w ciągu pół roku. Jeden z koncertów został zarejestrowany i wydany w 1985 na kasecie pt. Prince & The Revolution: Live.

### Lata 1985–1989

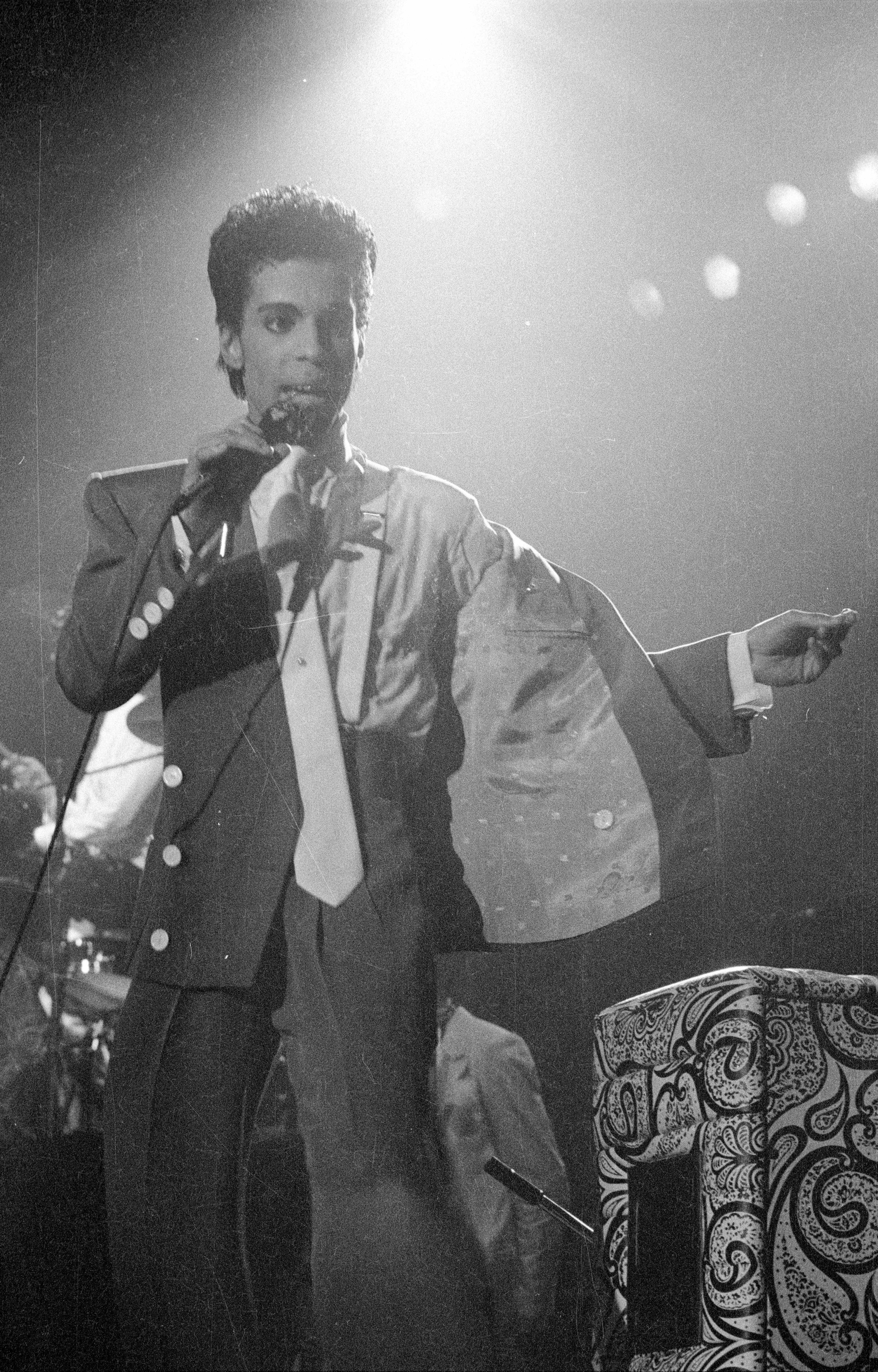
Prince (1986)

Odmówił udziału w nagraniu charytatywnego singla „We Are the World” Michaela Jacksona i Lionela Richiego, co spotkało się z ostrą krytyką mediów, mimo że Prince przekazał twórcom albumu pt. USA for Africa za darmo swój utwór – „4 the Tears in Your Eyes”. W 1985 założył wytwórnię muzyczną Paisley Park Records.
22 kwietnia 1985, zaledwie dwa miesiące po zakończeniu trasy promującej Purple Rain, wydał album pt. Around the World in a Day. Krążek nie powtórzył sukcesu poprzedniego, głównie dlatego, że Prince długo odmawiał promowania go poprzez wydawanie singli i teledysków oraz reklamowania go w prasie. Mimo to album dotarł do pierwszego miejsca listy Billboard 200, na której szczycie utrzymał się przez trzy tygodnie. Prince ze względu na słabe wyniki sprzedaży płyty w końcu zdecydował się na wydanie singla – „Raspberry Beret”. Po wydaniu albumu oświadczył, że zaprzestaje działalności koncertowej i wydawania teledysków, co tłumaczył dalszymi kontrowersjami dotyczącymi jego wyglądu i zachowania. W tym okresie pracował nad kolejnym albumem i filmem. 28 kwietnia 1985 w studiu Sonset Soung w Los Angeles nagrał singiel „Kiss”, który wydał 5 lutego 1986, który stał się jego kolejnym międzynarodowym przebojem, docierając m.in. do pierwszego miejsca na liście Hot 100. Piosenką promował album Parade, który wydał 31 marca i który osiągnął sukces komercyjny oraz zebrał przychylne recenzje. Jeszcze przed premierą płyty wyruszył w krótką trasę koncertową pod hasłem „Hit N Run”, obejmującą m.in. 10 występów w USA, 15 w krajach Europy i cztery w Japonii. Materiał z albumu stanowił jednocześnie ścieżkę dźwiękową do reżyserowanego przez Prince’a komediodramatu muzycznego Zakazana miłość (1986), w którym wystąpił w głównej roli jako żigolak Christopher Tracy. Film okazał się komercyjną i artystyczną klapą, zebrał słabe recenzje krytyków i przyniosła twórcom pięć Złotych Malin za rok 1986, w tym trzy dla Prince’a: dla najgorszego aktora, najgorszego reżysera i za najgorszą piosenkę („Love or Money”). Drugim singlem z albumu Parade został utwór „Girls & Boys”.
Jeszcze w trakcie prac nad filmem i albumem Parade nagrał z zespołem The Revolution materiał na dwupłytowe wydawnictwo Dream Factory, które jednak nigdy nie zostało wydane. Porzuciwszy projekt, zaczął pracę nad albumem pt. Camille, poprzez który chciał zaprezentować swoje androgyniczne alter ego, jednak i ten materiał nigdy nie został opublikowany. Nagrał materiał na trzypłytowy album o roboczym tytule Crystal Ball, który za sugestią wytwórni Warner skrócił do dwóch krążków i wydał jako Sign o’ the Times. Na albumie umieścił m.in. zmodyfikowane wersje kilku piosenek z sesji nagraniowych płyt Dream Factory i Camille. Dwupłytowy album, wydany 30 marca 1987, zdobył przychylne recenzje krytyków i powszechnie uważany jest za najwybitniejsze dokonanie muzyka. Tytułowy singiel dotarł do trzeciego miejsca na liście przebojów Hot 100, ale drugi – „If I Was Your Girlfriend” – zajął zaledwie 67. miejsce notowania. Prince w maju 1987 koncertem w Szwecji rozpoczął serię 34 występów promocyjnych w Europie. Po zakończeniu tej części trasy w czerwcu 1987 odmówił zagrania koncertów w USA, twierdząc, że tamtejsza publiczność go nie docenia. Zamiast tego wydał film dokumentalny Prince na estradzie, będący zapisem z kilku europejskich koncertów, na których zagrał utwory z płyty. Album promował m.in. singlem „U Got the Look”/„Housequake”, który dotarł do drugiego miejsca na liście Hot 100. Pod koniec tego samego roku nagrał album funkowy album The Black Album, którego wydanie zostało wstrzymane przez artystę na tydzień przed planowaną premierą, 8 grudnia 1987. Na rynku krążyły nielegalne kopie płyty. 
Niedługo później zaczął pracę nad kolejnym albumem – Lovesexy, który wydał 10 maja 1988. Płytę promował singlem „Alphabet St”, do którego naprędce zrealizował teledysk. Album poniósł porażkę komercyjną, rozchodząc się w zaledwie 750 tys. egzemplarzy i docierając do 11. miejsca na liście Billboard 200. Lepiej poradził sobie w Europie, dochodząc do pierwszego miejsca na liście UK Albums Chart. Prince w ramach promocji płyty odbył europejską trasę koncertową, na której występował ze specjalnie przygotowaną scenografią wartą ponad 2 mln dol. Po powrocie z Europy we wrześniu 1988 odbył trasę po USA, która cieszyła się umiarkowanym zainteresowaniem publiczności. Na potrzeby widowisk przybrał pseudonim „Bob George”, którym chciał oddzielić swój poprzedni, kontrowersyjny wizerunek od nowego, bardziej uduchowionego. Również w 1988 otrzymał statuetkę Grammy za najlepsze wykonanie R&B („Kiss”). Po powrocie z Japonii, gdzie odbył trasę koncertową z Lovesexy, w lutym 1989 rozpoczął pracę nad muzyką do filmu Tima Burtona Batman. Ścieżka dźwiękowa do filmu, wydana 20 czerwca 1989, czyli na trzy dni przed premierą filmu, zebrała chłodne recenzje, ale osiągnęła sukces komercyjny, rozchodząc się w ponad 4 mln nakładzie i zajmując pierwsze miejsce na listach Billboard 200 i UK Albums Chart. Z promującym film singlem „Batdance” dotarł na szczyt listy Hot 100, a za utwór „Partyman” – również pochodzący ze ścieżki dźwiękowej do Batmana – otrzymał nagrodę Amerykańskiego Stowarzyszenia Kompozytorów, Autorów i Wydawców oraz był nominowany do nagrody Grammy za najlepszą piosenkę napisaną do filmu kinowego/telewizyjnego lub innych mediów wizualnych. Również w 1989 premierę miał album Madonny Like a Prayer, na którym znalazł się wyprodukowany przez Prince’a duet z piosenkarką – „Love Song”.

### Lata 90.

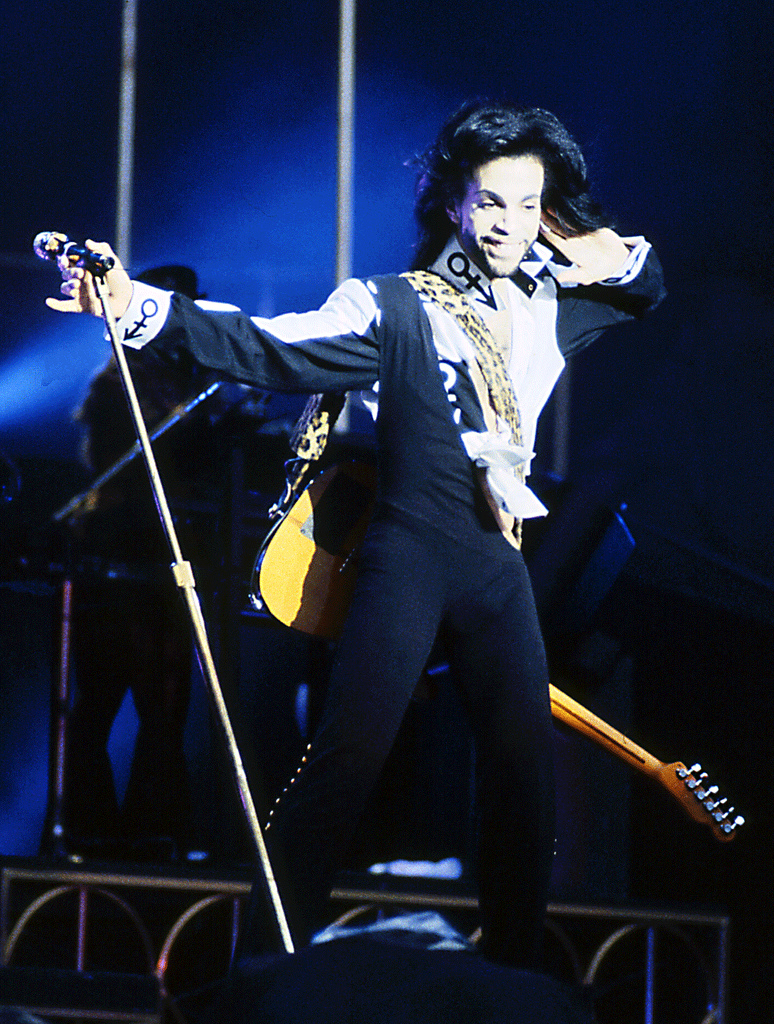
Prince (1990)

W czerwcu 1990 odbył trzymiesięczną trasę koncertową pt. „Nude”, obejmującą występy w krajach Europy (m.in. rekordowe 16 koncertów z rzędu na scenie Wembley Arena) i w Japonii. 21 sierpnia wydał album pt. Graffiti Bridge, stanowiący ścieżkę dźwiękową reżyserowanego przez niego dramatu muzycznego o tym samym tytule, będącego sequelem Purpurowego deszczu, nad którym pracował od września 1987. Film miał ukazać się latem 1990, ale jego premiera została przesunięta na 2 listopada. Film już na pokazach próbnych zgarniał negatywne recenzje, podobnie jak jego ostateczna, zaktualizowana wersja. Film przyniósł twórcom zaledwie 4,2 mln dol. zysku. Ścieżka dźwiękowa do produkcji cieszyła się przychylnymi recenzjami, ale poniosła sprzedażową klęskę w USA, rozchodząc się w mniej niż 1 mln egzemplarzy, choć dotarła do pierwszego miejsca na liście UK Albums Chart. Za Graffiti Bridge był nominowany do Złotej Maliny dla najgorszego aktora i najgorszego reżysera oraz za najgorszy scenariusz. Za piosenkę „Thieves in the Temple” zdobył nagrodę Amerykańskiego Stowarzyszenia Kompozytorów, Autorów i Wydawców.

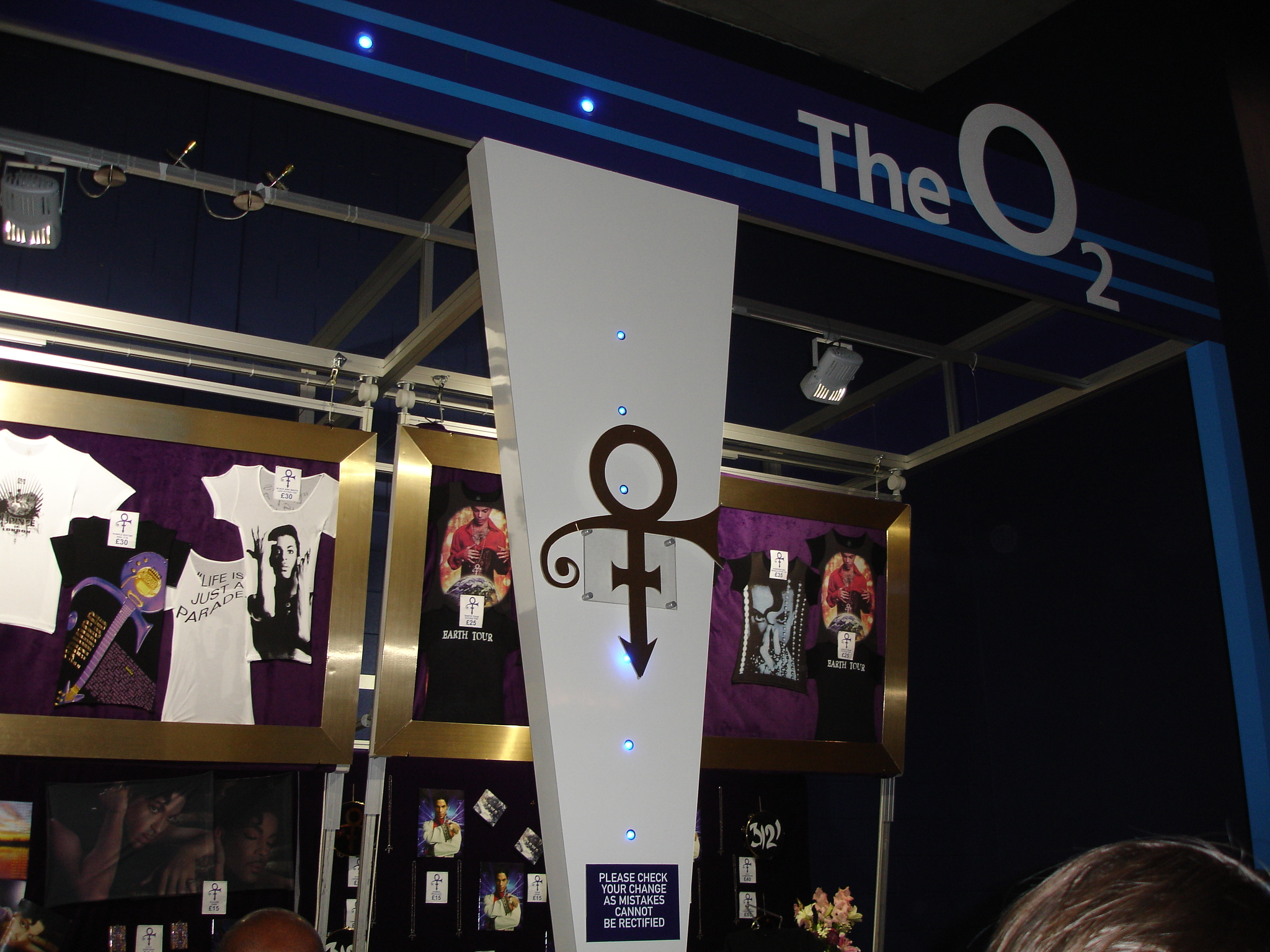
Symbol miłości

Od początku 1991 pracował nad albumem, który zwiastował teledyskiem do singla „Gett Off”. Płytę pt. Diamonds and Pearls wydał 1 października 1991 i choć zebrał za nią chłodne recenzje, to osiągnął dzięki niej ogromny sukces komercyjny, sprzedając ją w nakładzie ponad 6 mln egzemplarzy oraz zajmując z nią trzecie miejsce na liście Billboard 200 i drugie na UK Albums Chart. Płytę promował na trasie koncertowej po Europie. 13 października 1992 wydał Love Symbol Album, który nie powtórzył sukces poprzednika, ledwie przekraczając 1 mln sprzedanych egzemplarzy. Słabą popularnością cieszyły się także pierwsze dwa single promujące płytę: „Sexy MF” i „My Name Is Prince”, za to trzeci – „7” – dotarł do siódmego miejsca na liście Hot 100. Sam album dotarł do pierwszego miejsca na liście UK Albums Charts. Prince w marcu 1993 rozpoczął trasę koncertową po USA pod hasłem „Act 1”, a w lipcu wyruszył w europejską część trasy. Jeszcze w czerwcu rozpoczął nagrania filmu koncertowego The Undertaker (1993). W drugiej połowie roku wystawił przedstawienie muzyczne Glam Slam Ulysses, luźno inspirowane Odyseją Homera, które zeszło z afisza już po dwóch tygodniach wskutek krytycznych opinii recenzentów. We wrześniu 1993 zagrał koncert w Bagley’s Warehouse, który został zarejestrowany i wydany w marcu 1995 na albumie DVD pt. The Sacrifice of Victor.
Na początku lat 90. narastał jego konflikt z wytwórnią Warner Bros. W tym okresie coraz odważniej opowiadał na koncertach i w wywiadach o kulisach współpracy z firmą, z którą wiązał go wieloletni, finansowo niekorzystny dla niego kontrakt. Po tym, jak wytwórnia odmówiła mu wydania albumu jego zespołu The New Power Generation pt. Goldnigga, tłumacząc się brakiem przebojowości materiału, w ramach buntu wydał płytę pod szyldem własnej firmy – New Power Generation Records (NPG Records). 7 czerwca 1993 ogłosił, że zmienił imię na niewymiawialny znak graficzny – O{+>, nazywany czasem „symbolem miłości”. Prasa pisała o nim także The Artist Formerly Known as Prince (pl. Artysta dawniej znany jako Prince) – „TAFKAP”, on sam skrócił ten przydomek do „The Artist”. Wyrazem protestu Prince’a wobec polityki wyzysku prowadzonej przez wielkie wytwórnie płytowe były także okładki jego płyt oraz wystąpienia publiczne, na których pokazywał się w łańcuchach lub z napisem slave (niewolnik) na policzku, jak też krytyczne wobec nich słowa jego piosenek.
10 września 1993 wytwórnia Warner wydała box pt. The Hits/The B-Sides, składający się z płyt zawierającymi największe przeboje Prince’a oraz piosenki ze stron B singli. 14 lutego 1994 Prince – jako O{+> – wydał singiel „The Most Beautiful Girl in the World”, który osiągnął duży sukces komercyjny, rozchodząc się w ponad 700 tys. egzemplarzy oraz trafiając na trzecie miejsce na liście Hot 100 oraz na pierwsze miejsce w notowaniu UK Singles Chart. 20 lipca 1994 nakładem NPG Records wydał składankę przebojów pt. 1-800-NEW-FUNK, która jednak uzyskała przeciętne wyniki sprzedaży. Niespełna miesiąc później, 16 sierpnia premierę miał wydany przez Warner Bros. album Come, który rozszedł się w nakładzie zaledwie 345 tys. egzemplarzy oraz dotarł do 15. miejsca na liście Billboard 200, ale już do pierwszego miejsca na UK Albums Chart. W listopadzie premierę miał The Black Album, który Prince nagrał siedem lat wcześniej.
20 lutego 1995 odebrał nagrodę Brit dla najlepszego wykonawcy zagranicznego. Miesiąc później rozpoczął międzynarodową trasę koncertową pt. „Ultimate Live Experience”. 27 marca wydał pod szyldem NPG Records kolejny album The New Power Generation pt. Exodus, na którym wystąpił jako wokalista i instrumentalista pod pseudonimem „Tora Tora”. Również w marcu wydał ścieżkę dźwiękową do komediodramatu Spike’a Lee Dziewczyna nr 6 (1996), która jednak okazała się komercyjną klapą, rozchodząc się w nakładzie zaledwie 100 tys. egzemplarzy. 26 września premierę miał album pt. The Gold Experience, który został nagrany dwa lata wcześniej. Wydawnictwo rozeszło się w nakładzie 500 tys. egzemplarzy i dotarło do szóstego miejsca na liście Billboard 200. W styczniu 1996 zakończył trasę koncertową po Japonii. W lipcu nakładem Warner Bros. ukazał się jego kolejny album pt. Chaos and Disorder, który zdobył raczej przychylne recenzje krytyków. Płytę promował singiel „Dinner with Dolores”, który dotarł do 36. miejsca na liście UK Singles Chart. W listopadzie wydał własnym sumptem trzypłytowy album pt. Emancipation, który został określony przez dziennikarzy jednym z najlepszych wydawnictw w dorobku Prince’a oraz rozszedł się w nakładzie 450 tys. egzemplarzy.
7 stycznia 1997 rozpoczął trasę koncertową pt. „Love 4 One Another Charities Tour”, obejmującą 21 występów w USA, z której część wpływów została przekazana na cele dobroczynne. Od lipca 1997 do stycznia 1998 odbył kolejną trasę – „Jam of the Year Tour”, na którą złożyło się 65 koncertów w USA. 13 września 1997 wyemitowany został odcinek programu Muppets Tonight z gościnnym udziałem Prince’a. Kilka miesięcy wcześniej, w maju 1997 za pośrednictwem dedykowanej strony internetowej i linii telefonicznej zbierał zamówienia na czteropłytowy album pt. Crystal Ball, składający się z trzech krążków z archiwalnym materiałem (m.in. z Dream Factory) oraz jednego z premierowymi piosenkami (pt. The Truth). Z powodu opóźnień w produkcji i dystrybucji pierwsze zamówione w przedsprzedaży egzemplarze albumu, wzbogacone o dodatkowy krążek pt. Kamasutra, trafiły do słuchaczy dopiero 29 stycznia 1998. Miesiąc później czteropłytowe wydawnictwo trafiło do ogólnokrajowej sprzedaży. W czerwcu 1998 pod szyldem The New Power Generation wydał album pt. Newpower Soul, uznany przez krytyków za jedną z najgorszych i najnudniejszych płyt w dorobku artysty. W ramach promocji albumu odbył trasę koncertową po USA i krajach Europy.
W grudniu 1998 wytwórnia Warner Bros. wydała – bez zgody Prince’a – reedycję jego singla „1999” z 1982. Artysta w odpowiedzi na praktykę firmy nagrał nową wersję piosenki i wydał ją 2 lutego 1999 w formie epki pt. 1999: The New Master. Minialbum okazał się jednak artystyczną i komercyjną klapą, zebrawszy średnie recenzje i docierając zaledwie do 150. miejsca na liście Billboard 200. W maju podpisał kontrakt wydawniczy z wytwórnia Arista Records. Trzy miesiące później nakładem Warner Bros. premierę miał The Vault… Old Friends 4 Sale, ostatni album wydany w ramach współpracy Prince’a z wytwórnią. On sam w listopadzie 1999 wydał kolejny album pt. Rave Un2 the Joy Fantastic, który promował go singlem „The Greatest Romance Ever Sold”. Mimo że i ten album nie spotkał się z przychylnymi ocenami recenzentów, którzy opisywali materiał jako przestarzały, wydawnictwo dotarło do 18. miejsca na liście Billboard 200. W ramach promocji albumu odbył kolejną trasę promocyjną po Europie, a w grudniu nagrał sylwestrowy materiał Rave Un2 the Year 2000.

### Lata 2000–2005
Po wywiązaniu się ze zobowiązań wobec Warner Bros. od 2000 ponownie zaczął nagrywać jako Prince. Rozczarowany niepowodzeniem komercyjnym ostatniej płyty, za co oskarżał wytwórnię Arista, stworzył zremiksowaną wersję swojego albumu i wydał ją w kwietniu 2000 własnym sumptem jako Rave In2 the Joy Fantastic. W listopadzie wyruszył w amerykańską trasę koncertową pod hasłem „Hit N Run”, której kontynuację inaugurował w kwietniu 2001. Pod koniec trasy wydał singiel „The Work Pt. 1”. W czerwcu 2001 odbył minitrasę „A Celebration”, obejmującą sześć koncertów w USA. W lipcu 2001 Warner Bros. wydał składankę jego przebojów The Very Best of Prince. On sam wystąpił jako Guru w filmie telewizyjnym Hallmark Channel Zaklęty książę (Prince Charming, 2001) wg baśni Braci Grimm. W listopadzie wydał album pt. The Rainbow Children, który miesiąc wcześniej udostępnił fanom zrzeszonym w NPG Music Club. W ramach promocji albumu odbył międzynarodową trasę „One Nite Alone”, obejmującą 64 koncerty w USA, Kanadzie, Japonii i krajach Europy. W maju 2002 wydał album, również zatytułowany One Nite Alone…, zawierający utwory zagrane niemal wyłącznie na fortepianie i udostępniony wyłącznie członkom NPG Music Club, a w grudniu na rynek trafiło trzypłytowe, pierwsze w jego karierze, wydawnictwo koncertowe pt. One Nite Alone… Live!. W tym okresie pracował także nad albumami o roboczych tytułach: The Dawn, Madrid 2 Chicago, High, Last December i Roundhouse Garden, poza tym planował wydanie siedmiopłytowego zestawu pt. The Chocolate Invasion oraz nakręcenie filmu The Rainbow Children, jednak żaden z tych projektów nigdy nie został opublikowany.
W pierwszych dniach stycznia 2003 wydał cyfrowo dwa albumy jazzowe: Xpectation i C-Note, które spotkały się z chłodnym przyjęciem wśród słuchaczy. W maju premierę miała jego kolejna płyta instrumentalna pt. N.E.W.S., która uznawana jest za najlepszy jazzowy album w dorobku Prince’a. Pod koniec roku odbył krótką trasę objazdową pt. World Tour 2003/2004, obejmującą koncert w Hongkongu, pięć w Australii i dwa na Hawajach. Na początku 2004 wyruszył w trasę koncertową pt. Musicology Live 2004ever, którą promował swój kolejny album. Trasa początkowo miała obejmować jedynie 26 koncertów, ostatecznie rozrosła się do 96 występów w USA, a Prince zarobił na niej ponad 87 mln dol. Poza tym 8 lutego wystąpił z Beyoncé na otwarciu 46. ceremonii wręczenia nagród Grammy, na której zaśpiewali fragmenty jego przebojów oraz piosenkę artystki „Crazy in Love”. W marcu wydał cyfrowo album studyjny pt. Musicology, który miesiąc później ukazał się w sklepach dzięki dystrybucji wytwórni Columbia Records. Album osiągnął sukces komercyjny, uzyskując certyfikat podwójnie platynowej płyty za sprzedaż w USA oraz docierając do trzeciego miejsca na listach Billboard 200 w USA, gdzie sprzedano 191 tys. egzemplarzy płyty w pierwszym tygodniu po premierze, i UK Albums Chart. Również w 2004 wydał cyfrowo także dwie składanki: The Chocolate Invasion i The Slaughterhouse, został wprowadzony do Rock and Roll Hall of Fame oraz otrzymał kilka nagród muzycznych, m.in. tytuł Mistrza Funku Roku od magazynu „GQ” i nagrodę za najlepsze wykorzystanie technologii od „Billboardu”. W 2005 ograniczył działalność artystyczną do zagrania kilku prywatnych koncertów w swoim domu w Los Angeles i wydania singla charytatywnego „S.S.T.”/„Brand New Orleans”, z którego zyski przekazał organizacjom dobroczynnym pomagającym ofiarom huraganu Katrina.

### Lata 2006–2016

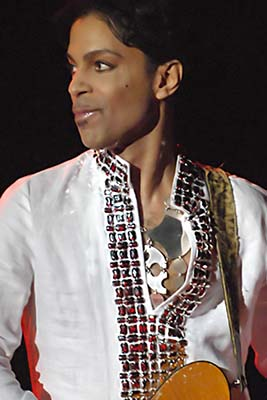
Prince (2008)

W 2006 przy wsparciu wytwórni Universal wydał album pt. 3121, z którym dotarł do pierwszego miejsca listy Billboard 200. Płytę promował singlem „Te amo corazón” oraz występami w programach telewizyjnych, m.in. na gali rozdania Brit Awards 2006. Album uzyskał głównie pozytywne recenzje oraz osiągnął duży sukces komercyjny, debiutując na pierwszym miejscu na liście Billboard 200 z wynikiem 183 tys. sprzedanych egzemplarzy płyt w pierwszym tygodniu po premierze. Również w 2006 premierę miała piosenka „Song of the Heart”, którą napisał na potrzeby ścieżki dźwiękowej do filmu animowanego Happy Feet: Tupot małych stóp. Utwór przyniósł mu Złoty Glob za najlepszą piosenkę. Oprócz tego 12 czerwca 2006 otrzymał Webby Award za całokształt dokonań. W sezonie 2006–2007 odbył serię koncertów pod hasłem „3121 Jazz Cuisine” w Las Vegas. 2 lutego 2007 wystąpił w przerwie meczu Super Bowl XLI, prezentując 12-minutową mieszankę swoich przebojów; minikoncert zebrał wiele pochwalnych recenzji. W lipcu wypuścił na rynek linię perfum 3121 oraz wydał album pt. Planet Earth, który ukazał się jako bezpłatny dodatek do niedzielnego wydania brytyjskiego dziennika „Mail on Monday”. W ramach promocji płyty zagrał cieszącą się dużym zainteresowaniem serię 21 koncertów pod hasłem „21 Nights in London” w hali O2 Arena w Londynie. 8 listopada wypuścił cyfrowo utwór „PFUnk” (później przemianowany na „F.U.N.K.”), będący jego odpowiedzią na zawarcie się fanowskiej koalicji „Prince Fans United”, która sprzeciwiała się działaniom artysty wobec prób blokowania wszelkiej działalności jego wielbicieli w sieci, w tym m.in. udostępniania amatorskich zdjęć i nagrań z jego koncertów na forach i dedykowanych muzykowi stronach intetnetowych. W grudniu 2007 podobno zagrał koncert na prywatnym przyjęciu urodzinowym przedsiębiorcy Jeffreya Soffera, za co miał zainkasować 2 mln dol.
W pierwszych miesiącach 2008 występował gościnnie wraz z zespołem Blind Boys Of Alabama i grał kameralne koncerty w klubach „77” i „The Green Door”. 25 kwietnia 2008 w programie Tonight Show with Jay Leno zaśpiewał premierowy utwór „Turn Me Loose”, a dzień później zagrał koncert na Coachella Valley Music and Arts Festival, za co miał zarobić 4,8 mln dol. We wrześniu premierę miała książka pt. 21 Nights, która dokumentowała trasę w O2 Arenie na zdjęciach autorstwa Randee St. Nicholas oraz zawierała dodatkową płytę pt. Indigo Nights z zarejestrowanymi występami Prince’a w sali IndigO2, które dawał po koncertach w O2 Arenie. 17 grudnia 2008 na antenie radia Indie 103 zaprezentował single „Crimson & Clover”, „Colonized Mind” i „Wall of Berlin”, zapowiadającego premierę jego trzypłytowego zestawu – LotusFlow3r/MPLSound/Elixer, który ukazał się na początku 2009 i był dystrybuowany w USA przez ogólnokrajową sieć sklepów Target. Album Lotus Flow3r zadebiutował na drugim miejscu na liście Billboard 200. 24 marca 2009 otworzył nową stronę internetową lotusflow3r.com, którą promował najnowsze wydawnictwo. W ramach promocji albumu zagrał trzy koncerty w Live Nokia Center w Los Angeles, 18 lipca wystąpił na festiwalu Montreux Jazz, 11 października zagrał dwa koncerty w Grand Palais w Paryżu, a 24 października wystąpił w swoim studiu Paisley Park w ramach akcji charytatywnej „Love 4 One Another”. W styczniu 2010 wypuścił utwór „Purple and Gold”, który napisał z myślą o drużynie Minnesota Vikings. Miesiąc później wypuścił utwór „Cause and Effect”, a jego premiera zbiegła się z zawarciem pozasądowej ugody z firmą Promoters MCD, która pozwała artystę za odwołanie koncertu na stadionie Dublin’s Croke Park na 10 dni przed wydarzeniem. W czerwcu wydał utwór „Hot Summer” i odebrał nagrodę za całokształt twórczości na gali Black Entertainment Television. W lipcu wydał album pt. 20Ten, który był dołączany jako darmowy dodatek do wybranych europejskich gazet. W ramach promocji płyty odbył minitrasę koncertową, obejmującą osiem występów w Europie.
Od 16 lutego do 14 kwietnia 2016 odbywał międzynarodową kontemplacyjną trasę koncertową pt. „Piano & A Microphone”, którą zakończył występem w Atlancie.

### Po 2016
26 listopada 2016 został wydany pośmiertny singiel Prince’a „Moonbeam Levels”, który artysta nagrał w 1982. 19 kwietnia 2018 niewydane wcześniej oryginalne nagranie Prince’a „Nothing Compares 2 U” z 1984 zostało wydane jako singiel przez Warner Bros. Records.
W 2019 ukazała się książka autobiograficzna Prince’a pt. „The Beautiful Ones”, którą artysta zaczął tworzyć z Danem Piepenbringiem wiosną 2016.

## Współpracownicy
Najdłużej współpracował z grupami The Revolution i The New Power Generation (występującą także pod nazwą NPG Orchestra). Pracował z solowymi artystami, takimi jak Stevie Nicks, Madonna, Alicia Keys, Erykah Badu, Nikka Costa, George Clinton, Chaka Khan, Candy Dulfer, Larry Graham czy Stevie Wonder. Napisał piosenki dla innych artystów, takich jak Sheila E., Sheena Easton czy The Bangles.
Na początku lat 80. stworzył zespół The Time, którego wszystkie cztery płyty – The Time (1981), What Time Is It? (1982), Ice Cream Castle (1984) i Pandemonium (1990), weszły do notowań list przebojów. W 1982 na rynku zadebiutował jego kolejny zespół – girlsband Vanity 6, który po zmianach personalnych wynikających z odejścia Vanity został przemianowany w Apollonia 6. Tworząc utwory dla zespołów, posługiwał się pseudonimem Jamie Starr. W 1983 uformował zespół The Family, dla którego napisał m.in. utwór „Nothing Compares 2 U”, a dwa lata później – grupę The Flesh, która nagrała kilka piosenek, w tym m.in. „Junk Music”, wykorzystaną w ścieżce dźwiękowej do Zakazanej miłości. Na przełomie 1986 i 1987 stworzył jazzowo-funkowy zespół Madhouse, który występował przed nim jako support na koncertach i który w 1986 wydał dwa albumy: 8 i 16. Wylansował piosenkarkę Carmen Electrę.

## Charakterystyka muzyczna i inspiracje
W dzieciństwie był zafascynowany muzyką Jamesa Browna, a – dzięki lokalnej rozgłośni radiowej KUXL – miał możliwość poznania twórczości białych wykonawców funkowych i soulowych. Zakres muzyczny pielęgnował także dzięki znajomości z didżejem Jerrym „Motormouthem” Makiem, u którego przesłuchiwał płyty różnych wykonawców R&B. Na początku kariery często określany był mianem „następcy Steviego Wondera”. Tworzył pod inspiracją muzyki Jimiego Hendriksa. W latach 80. zafascynował się także jazzową twórczością Milesa Davisa. Gry na gitarre rytmicznej uczył się od Tony’ego Maidena z funkowego zespołu Rufus. Jako dziecko rozwijał skalę głosu śpiewając piosenki Jamesa Browna, Raya Charlesa, Smokey Robinsona i Arethy Franklin.
Na pierwszym albumie For You umieścił piosenki głównie w stylu R&B, nagrane z wykorzystaniem m.in. syntezatorów i zaśpiewane wysokimi dźwiękami. Na płycie Prince znalazło się więcej rockowych brzmień. Kolejne dwa albumy – Dirty Mind i Controversy – zawierały brzmienia nowofalowe i funkowe, a także ballady. Płyta Purple Rain zawierała nastrojowe ballady i szybkie utwory taneczne, a teksty piosenek były znacznie ugrzecznione w porównaniu z materiałem z poprzednich albumów. Albumem Around the World in a Day zwrócił się ku psychodelicznym brzmieniom i muzyce rockowej lat 60., a krytycy zauważali w utworach wyraźne inspiracje twórczością zespołu The Beatles, czemu sam Prince zaprzeczał. Na płycie Parade słychać wpływ inspiracji jazzem, ponadto podczas nagrywania albumu Prince zrezygnował z syntezatorów na rzecz dźwięków prawdziwej perkusji i instrumentów dętych. Od czasu pracy nad tym albumem komunikował się z pozostałymi twórcami wyłącznie mailowo, rezygnując ze spotkań z nimi w studiu nagrań. Płytę Sign ’O’ the Times zdominowały brzmienia funkowe. Wydawnictwem The Black Album włączył do swojej muzyki więcej elementów funku i R&B. Piosenki z płyty Lovesexy miały charakter klubowy. Album Diamonds and Pearls został utrzymany w stylu R&B-owo–popowym, zawierał także elementy reggae, hip-hopu, rocka, funku, jazzu i muzyki tanecznej. Na krążku Emancipation powrócił do muzyki R&B oraz po raz pierwszy w karierze umieścił covery piosenek innych artystów (m.in. „One of Us” Joan Osbourne). Na epce 1999: The New Master umieścił materiał dance’owo-hip-hopowy. Krążek One Nite Alone… zawiera piosenki w akustycznej, fortepianowej odsłonie. Na albumach Musicology i 3121 ponownie zaprezentował się w mieszance styli, od funku po rock i jazz. Brzmienia funk i disco oraz ballady umieścił także na kolejnej płycie – Planet Earth. Na albumie LotusFlow3r zaprezentował materiał z instrumentalnym jazzem, a wydana w tym samym czasie płyta MPLSound zawierała piosenki utrzymane w stylu elektro-funk.
Śpiewał falsetem. Mówił niskim, piskliwym głosem.

## Życie prywatne

### Związki
Spotykał się z piosenkarkami: Vanity, Susan Moonsie, Jill Jones i Susannah Melvoin, której – zgodnie z doniesieniami prasy – miał oświadczyć się w sierpniu 1985. W trakcie trwania związku z Melvoin miał romans z aktorką Kristin Scott Thomas, o której napisał utwór „Better with Time”. Na przełomie 1989 i 1990 spotykał się z aktorką Kim Basinger, która zaśpiewała w piosence „Scandalous” ze ścieżki dźwiękowej do Batmana. 14 lutego 1996 poślubił Mayte Jannell Garcię, która w wieku 17 lat dołączyła do jego zespołu jako tancerka. Mieli syna Amiira (ur. 16 października 1996, zm. w październiku 1996 na zespół Pfeiffera). W maju 2000 małżeństwo zostało anulowane. 31 grudnia 2001 poślubił Manuelę Testolini. 24 maja 2006 złożyła wniosek o rozwód. W 2007 spotykał się z projektantką mody Chelsea Rodgers oraz siostrami-bliźniaczkami: Mayą i Nandy McClean, które były tancerkami w jego zespole.
Prasa często spekulowała wokół seksualnych upodobań i tożsamości Prince’a, który w swoich piosenkach prowokacyjnie śpiewał: „Nie jestem kobietą, nie jestem mężczyzną / Jestem czymś, czego nigdy nie zrozumiesz” („I’m not a woman, I’m not a man / I am something that you’ll never understand”).

### Religia
Deklarował się jako osoba wierząca w Boga. Latem 1997 zainteresował się studiowaniem Biblii, do czego zachęcił go basista Larry Graham. W 2001 został Świadkiem Jehowy i uczestniczył w zebraniach w miejscowej Sali Królestwa. Od tego czasu jego płyty odróżniała przede wszystkim łagodniejsza warstwa tekstowa, w której dało się zauważyć odejście od typowego dla wcześniejszej twórczości języka ulicy.

### Majątek
W maju 1985 wykupił 200-akrową działkę w Chanhassen na przedmieściach Minneapolis, na której wybudował własny kompleks mieszkalny Paisley Park, zawierający m.in. cztery studia nagraniowe i dźwiękoszczelną halę o powierzchni ponad 1 tys. m². Mieszkał tam do 2005, kiedy to przeprowadził się do Los Angeles, gdzie zamieszkał w wynajmowanej przez niego za 70 tys. dol. rezydencji o nazwie „3121”, co było nawiązaniem do tytułu jednego z jego albumów.
W wieku 27 lat stał się milionerem, a jego ówczesny majątek szacowano na 27 mln dol. Na trasie koncertowej Musicology Live 2004ever, trwającej od 27 marca do 11 września 2004, zarobił ponad 87 mln dol.

## Śmierć
Zmarł 21 kwietnia 2016 z powodu przedawkowania silnego środka przeciwbólowego o nazwie fentanyl. Jego ciało odnaleziono w windzie w jego posiadłości Paisley Park. 23 kwietnia 2016 jego zwłoki poddano kremacji w czasie uroczystego prywatnego pogrzebu w Paisley Park w Chanhassen w stanie Minnesota.
Nie sporządził testamentu, dlatego administratorem jego majątku po śmierci został Bremer Trust, a w 2017 administrowanie przejął Comerica Bank.

## Dziedzictwo
Cztery z albumów Prince’a (Dirty Mind, 1999, Purple Rain, Sign o’ the Times) znalazły się na Liście 500 albumów wszech czasów według dwutygodnika „Rolling Stone”. Prezydent Stanów Zjednoczonych Barack Obama nazwał go „ikoną kreatywności”. Powiedział także, że: „on i jego żona dołączają się do milionów jego fanów z całego świata”.
Prince był inspiracją dla wielu innych wykonawców. Otwarcie o wpływie jego twórczości na zainteresowanie muzyką mówił m.in. Timbaland. Twórczością muzyka inspirowali się także The Neptunes i OutKast. Covery utworów Prince’a wykonywali m.in. Chaka Khan, Tom Jones, The Art of Noise, Sinéad O’Connor i Miles Davis. Maya Rudolph i Gretchen Lieberum w 2011 założyły zespół Princess grający covery piosenek Prince’a.

## Dyskografia

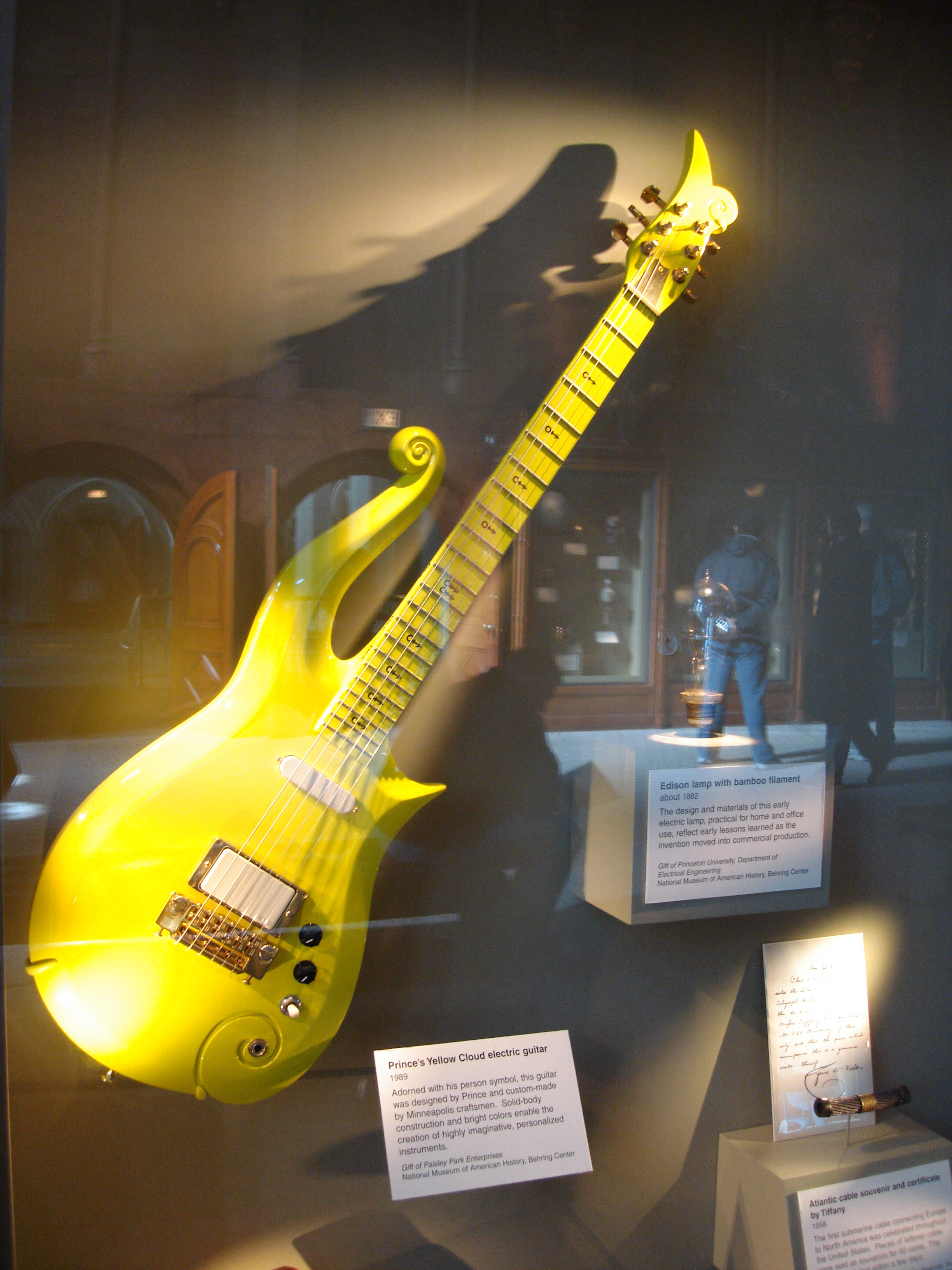
Gitara Yellow Cloud, na której grywał Prince. Zbudowana w 1989 roku przez manufakturę Knut-Koupee Enterprises z Minneapolis. Obecnie w zbiorach National Museum of American History.

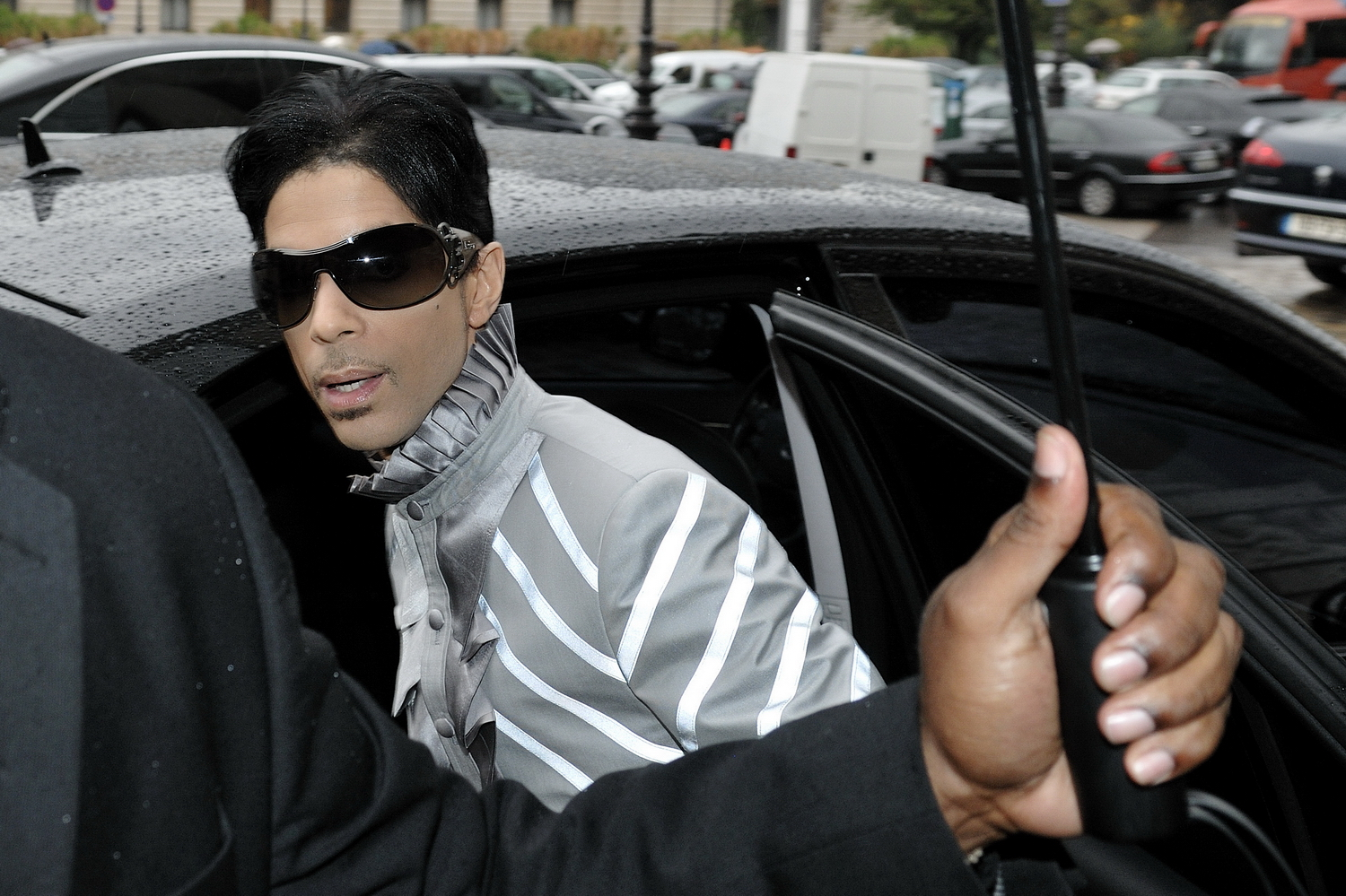
Prince, 2009

Na wielu płytach powtarza się informacja Produced, arranged, composed and per4med by Prince (na niektórych słowo „Prince” zastępuje love symbol) uzupełniana czasem nazwą współpracującej grupy muzyków ...and The Revolution (do ok. 1986) i ...with The New Power Generation.
| - 1978 For You - 1979 Prince - 1980 Dirty Mind - 1981 Controversy - 1982 1999 - 1984 Purple Rain - 1985 Around the World in a Day - 1986 Parade - 1987 Sign ‘O’ the Times (album podwójny) - 1987 The Black Album (oficjalnie wydany dopiero w 1994) - 1988 Lovesexy - 1989 Batman - 1990 Graffiti Bridge - 1991 Diamonds and Pearls - 1992 O(+> - 1993 The Hits/The B-Sides (album potrójny kompilacyjny) - 1993 Goldnigga (jako New Power Generation) - 1994 The Beautiful Experience (jako O(+>) (EP) - 1994 Come - 1995 The Gold Experience (jako O(+>) - 1995 Exodus (jako New Power Generation) - 1996 Music From The Motion Picture Girl 6 - 1996 Chaos & Disorder (jako O(+>) - 1996 Emancipation (jako O(+>, album potrójny) - 1997 Crystal Ball (jako O(+>, album potrójny) - 1998 New Power Soul (jako New Power Generation) |  | - 1999 The Vault... Old Friends 4 Sale - 1999 Rave Un2 the Joy Fantastic (jako O(+>) - 2000 Rave In2 the Joy Fantastic - 2001 The Very Best Of Prince (kompilacja) - 2001 The Rainbow Children - 2002 One Nite Alone... - 2002 One Nite Alone... Live! (pierwszy oficjalny album koncertowy, potrójny) - 2003 Xpectation - 2003 C-Note (dostępny tylko przez internet) - 2003 N.E.W.S (4 utwory instrumentalne) - 2004 The Chocolate Invasion (dostępny tylko przez internet) - 2004 The Slaughterhouse (dostępny tylko przez internet) - 2004 Musicology - 2006 3121 - 2006 Ultimate - 2007 Planet Earth - 2009 Lotusflow3r - 2009 MPLSound - 2010 20Ten - 2014 Art Official Age - 2014 Plectrum Electrum (z zespołem 3rd Eye Girl) - 2015 HITNRUN Phase One - 2015 HITNRUN Phase Two - 2018 Piano and a Microphone 1983 (album pośmiertny) - 2019 Originals (album pośmiertny) |